# Liste Berliner Badeanlagen
Die Liste Berliner Badeanlagen enthält Berliner Badeanlagen, die der Öffentlichkeit zur Verfügung stehen oder standen. Zur Öffentlichkeit zählt auch der Schwimmsport von Vereinen und Schulen. Nicht aufgeführt sind Bäder, die ausschließlich Bestandteile von Hotels, Altenheimen, Fitnessclubs etc. sind. Saunaanlagen sind nur erwähnt, wenn sie einen extra abgetrennten Teil als Badeanlage aufweisen.
Unterschieden werden
- Freibad
- Hallenbad
- Kombibad (Hallenbad und Freibad)
- Naturbäder (Strandbad / Seebad / Flussbad), hier steht statt eines Typs das Wort „im“ mit Abgabe das Gewässers.
- Betreiber bzw. Verpächter
- Bemerkungen.

Neben dem Jahr der Eröffnung ist bei geschlossenen Anlagen auch das Jahr der Schließung für den Badebetrieb angegeben. „—“ bedeutet, dass die Anlage noch geöffnet ist. Bei geschlossenen Anlagen wird nicht zwischen abgebauten, vorübergehend leerstehenden und anderweitig genutzten Anlagen unterschieden.
Viele der (im Jahr 2019) bestehenden Berliner Bäder werden seit 1996 von den Berliner Bäder-Betrieben verwaltet, einige (insbesondere Strandbäder) sind auch verpachtet; das ist in der entsprechenden Spalte mit „BBB“ vermerkt.
| Name                                                      | Bezirk                     | Ortsteil             | Typ                       | Bahn- länge           | ab Jahr | bis Jahr | Betreiber                                                 | Bemerkungen, ggf. Foto |
| --------------------------------------------------------- | -------------------------- | -------------------- | ------------------------- | --------------------- | ------- | -------- | --------------------------------------------------------- | --- |
| Stadtbad Charlottenburg (Alte Halle) (Lage)               | Charlottenburg-Wilmersdorf | Charlottenburg       | Hallenbad                 | 25 m                  | 1898    | —        | BBB                                                       | |
| Stadtbad Charlottenburg (Neue Halle) (Lage)               | Charlottenburg-Wilmersdorf | Charlottenburg       | Hallenbad                 | 50 m                  | 1974    | —        | BBB                                                       | Nach Entdeckung von Bauschäden 2019 und der Durchführung von Sicherungsmaßnahmen spätestens seit 2021 auf unbestimmte Zeit geschlossen. |
| Badeanstalt am Kochsee (Lage)                             | Charlottenburg-Wilmersdorf | Charlottenburg       | im Kochsee                | im Kochsee            | 1886    | 1911     | Wilhelm Görgs                                             | Der Kochsee wurde 1911 zur Errichtung von Gleisanlagen zugeschüttet. |
| Strandbad Jungfernheide (Lage)                            | Charlottenburg-Wilmersdorf | Charlottenb.-Nord    | im Jungfernheideteich     | im Jungfernheideteich | 1923    | —        | BBB                                                       | Wildes Strandbad am Jungfernheideteich |
| Wellenbad Luna-Park (Lage)                                | Charlottenburg-Wilmersdorf | Halensee             | Hallenbad                 | 40 m                  | 1927    | 1934     |                                                           | Bei der Eröffnung des Wellenbads größte Schwimmhalle Europas |
| Strandbad Halensee (Lage)                                 | Charlottenburg-Wilmersdorf | Halensee             | im Halensee               | im Halensee           | 1895    | —        |                                                           | 1895 als Sport-Seebad eingeweiht, bereits 1874 wurde „ein erstes Bad am Nordufer“ eröffnet. Dort ist heute eine Liegewiese. |
| Forumbad am Olympiastadion (Lage)                         | Charlottenburg-Wilmersdorf | Westend              | Hallenbad und Außenbecken | 50 m und 50 m         | 1928    | —        | BBB                                                       | Kein öffentlicher Badebetrieb; Nutzung durch Wasserfreunde Spandau 04 und Schulen |
| Sommerbad Olympiastadion (Lage)                           | Charlottenburg-Wilmersdorf | Westend              | Freibad                   | 50 m                  | 1935    | —        | BBB                                                       | |
| Stadtbad Wilmersdorf I (Lage)                             | Charlottenburg-Wilmersdorf | Wilmersdorf          | Hallenbad                 | 25 m                  | 1961    | —        | BBB                                                       | |
| Stadtbad Wilmersdorf II (Lage)                            | Charlottenburg-Wilmersdorf | Wilmersdorf          | Hallenbad                 | 25 m                  | 1949?   | —        | BBB                                                       | |
| Sommerbad Wilmersdorf (Lage)                              | Charlottenburg-Wilmersdorf | Wilmersdorf          | Freibad                   | 50 m                  | 1956    | —        | BBB                                                       | |
| Seebad Wilmersdorf (Lage)                                 | Charlottenburg-Wilmersdorf | Wilmersdorf          | im Wilmersdorfer See      | im Wilmersdorfer See  | 1879    | 1915     |                                                           | |
| Schwimmhalle Holzmarktstraße (Lage)                       | Friedrichshain-Kreuzberg   | Friedrichshain       | Hallenbad                 | 25 m                  | 1979    | 2018     | BBB                                                       | Der Betrieb wurde eingestellt und die Halle abgerissen. Sie soll durch einen Neubau mit nahezu doppelter Wasserfläche ersetzt werden. |
| Volksbad Friedrichshain (Schillingbrücke) (Lage)          | Friedrichshain-Kreuzberg   | Friedrichshain       | Hallenbad                 | ?                     | 1893    | 1944?    |                                                           | |
| Schwimmhalle Weinstraße (Lage)                            | Friedrichshain-Kreuzberg   | Friedrichshain       | Hallenbad                 | 25 m                  | 1973    | 2001     |                                                           | Diese Schwimmhalle ist Anfang des 21. Jahrhunderts rückgebaut worden, nachdem im Jahr 2000 ein letztes Mal ein öffentlicher Schwimmbetrieb stattgefunden hatte. Die Fläche wurde dem Discounter Aldi verkauft, der hier eines seiner Standardgebäude errichtet hat. Diese Schwimmhalle war ein DDR-Typenbau, das erste Bad des Typs C, auch Barcelona-Typ genannt. |
| Schwimmhalle im SEZ (Lage)                                | Friedrichshain-Kreuzberg   | Friedrichshain       | Hallenbad                 | 25 m                  | 1981    | 2002     |                                                           | |
| Karl-Friedrich-Friesen-Stadion (Lage)                     | Friedrichshain-Kreuzberg   | Friedrichshain       | Freibad                   | 50 m                  | 1951    | 1996     | Magistrat von Berlin / BBB                                | Im Jahr 1999 komplett beseitigt; das Bild zeigt den 10-m-Sprungturm sowie einen Teil der Zuschauertribünen. |
| Bad am Spreewaldplatz (Lage)                              | Friedrichshain-Kreuzberg   | Kreuzberg            | Hallenbad                 | 25 m                  | 1987    | —        | BBB                                                       | |
| Baerwaldbad (Lage)                                        | Friedrichshain-Kreuzberg   | Kreuzberg            | Hallenbad                 | 25 m                  | 1901    | 2017     | Verein                                                    | Alte Schwimmhalle original erhalten, Neue Schwimmhalle von 1917 kriegszerstört und 1955 wiederaufgebaut. |
| Sommerbad Kreuzberg (Prinzenbad) (Lage)                   | Friedrichshain-Kreuzberg   | Kreuzberg            | Freibad                   | 50 m                  | 1956    | —        | BBB                                                       | |
| Pfuelsche Badeanstalt (Lage)                              | Friedrichshain-Kreuzberg   | Kreuzberg            | in der Spree              | in der Spree          | 1817    | 1933     | Militärfiskus                                             | |
| Schwimmhalle Kreuzberg                                    | Friedrichshain-Kreuzberg   | Kreuzberg            | Hallenbad                 | 25 m                  | 2021    | —        | BBB                                                       | Pop-Up-Schwimmbad auf dem Gelände des Sommerbads Kreuzberg. |
| Sportforum Hohenschönhausen (Lage)                        | Lichtenberg                | Alt-Hohenschönhausen | Hallenbad                 | 50 m                  | 1964    | —        |                                                           | Die Wassertemperatur beträgt durchschnittlich 26 °C, was einer Wohlfühltemperatur für Schwimmsportler entspricht. Das Bad dient auch als Trainingseinrichtung für Leistungssportler. |
| Strandbad Orankesee (Lage)                                | Lichtenberg                | Alt-Hohenschönhausen | im Orankesee              | im Orankesee          | 1929    | —        | BBB                                                       | |
| Schwimmhalle Anton-Saefkow-Platz (Lage)                   | Lichtenberg                | Fennpfuhl            | Hallenbad                 | 25 m                  | 1981    | —        | BBB                                                       | |
| Schwimmhalle Rudolf-Seiffert-Straße (Lage)                | Lichtenberg                | Fennpfuhl            | Hallenbad                 | 25 m                  | 1977    | 2004     |                                                           | Die Grundstruktur der Schwimmhalle, gelegen am Storkower Bogen, wurde erhalten; sie könnte ggf. ohne große bauliche Änderungen wieder in Betrieb genommen werden. Das Becken ist mit einem festen Deckel versehen worden. Das Gebäude wurde von einem Bastelladen (Kreativkaufhaus Edelhoff) bis März 2023 genutzt. Jetzt befindet sich eine Woolworth-Filiale in dem Gebäude. |
| Schwimmhalle Sewanstraße (Lage)                           | Lichtenberg                | Friedrichsfelde      | Hallenbad                 | 25 m                  | 1979    | —        | BBB                                                       | Extrabecken für Nichtschwimmer, Extra-Tauchbecken; Trockensauna |
| Stadtbad Lichtenberg (Lage)                               | Lichtenberg                | Lichtenberg          | Hallenbad                 | 25 m                  | 1928    | 1991     | BBB/Bezirk                                                | Um eine Sanierung oder andere Nutzung wird seit Jahrzehnten gerungen. (Das Bild zeigt eine Gesamtansicht der Vorderfront des Gebäudekomplexes von oben) |
| Freibad am BVG-Stadion (Lage)                             | Lichtenberg                | Lichtenberg          | Freibad                   | ?                     | 1928    | 1989     | BBB                                                       | Zerfallen, kaum noch kostengünstig nutzbar zu machen. |
| Städtisches Flußbad Lichtenberg (Lage)                    | Lichtenberg                | Lichtenberg          | im Rummelsburger See      | im Rummelsburger See  | 1927    | 1950     | Bezirk Lichtenberg                                        | Komplett abgebaut, Lage nicht mehr erkennbar. |
| Schwimmhalle Zingster Straße (Lage)                       | Lichtenberg                | Neu-Hohenschönhausen | Hallenbad                 | 25 m                  | 1988    | —        | BBB                                                       | Die Fassade und die Lüftung der Schwimmhalle wurden 2011 saniert. Im Sommer 2023 musste die Halle dann wegen weiterer notwendiger Sanierungsarbeiten ganz schließen. Das Becken wird neu ausgekleidet und erhält ein normgerechtes Edelstahlbecken. Erneuerung von Fußböden, den Umkleiden und des Foyers sind auch geplant. Insgesamt stellt die Bäderverwaltung dafür eine Summe von fast 7 Millionen Euro bereit. Der Abschluss soll im 3. Quartal 2025 erfolgen. |
| Schwimmhalle Kaulsdorf (Lage)                             | Marzahn-Hellersdorf        | Hellersdorf          | Hallenbad                 | 25 m                  | 1993    | —        | BBB                                                       | |
| Wernerbad (Lage)                                          | Marzahn-Hellersdorf        | Kaulsdorf            | Freibad                   | 50 m                  | 1905    | 2002     |                                                           | Zerfallen, verwildert; Zukunft unklar (Stand im Spätsommer 2019). |
| Schwimmhalle Helene-Weigel-Platz „Helmut Behrendt“ (Lage) | Marzahn-Hellersdorf        | Marzahn              | Hallenbad                 | 50 m                  | 1986    | —        | BBB                                                       | Die Halle entstand zusammen mit dem gesamten Wohnviertel. Neben der allgemeinen Nutzung dient sie auch als Trainingsmöglichkeit für Leistungsschwimmer. Teilsanierung 2007–2009, Beckensanierung 2019–2021. |
| Schwimmhalle im Freizeitforum Marzahn (Lage)              | Marzahn-Hellersdorf        | Marzahn              | Hallenbad                 | 50 m                  | 1989    | —        | Gesellschaft für Stadtentwicklung (GSE) gGmbH (seit 2004) | |
| Kinderbad „Platsch“ Marzahn (Lage)                        | Marzahn-Hellersdorf        | Marzahn              | Freibad                   |                       | 1993    | —        | BBB                                                       | |
| Stadtbad Wedding (Lage)                                   | Mitte                      | Gesundbrunnen        | Hallenbad                 | ?                     | 1907    | 2002     |                                                           | 2016 abgerissen |
| Sommerbad Humboldthain (Lage)                             | Mitte                      | Gesundbrunnen        | Freibad                   | 50 m                  | 1951    | —        | BBB                                                       | Nur Freibad |
| Stadtbad Mitte „James Simon“ (Lage)                       | Mitte                      | Mitte                | Hallenbad                 | 50 m                  | 1930    | —        | BBB                                                       | |
| Schwimmhalle Fischerinsel (Lage)                          | Mitte                      | Mitte                | Hallenbad                 | 25 m                  | 1979    | —        | BBB                                                       | |
| Admiralsgartenbad (Lage)                                  | Mitte                      | Mitte                | Hallenbad                 | ?                     | 1873    | 1910     |                                                           | |
| Kinderbad Monbijou (Lage)                                 | Mitte                      | Mitte                | Freibad                   | ?                     | 1960    | —        | BBB                                                       | |
| Stadtbad Tiergarten (Lage)                                | Mitte                      | Moabit               | Hallenbad                 | 50 m                  | 1984    | —        | BBB                                                       | Sanierung 2019–2023/24 |
| Sommerbad Poststadion (Lage)                              | Mitte                      | Moabit               | Freibad                   | 50 m                  | 1952    | 2002     |                                                           | Eröffnet 1952 (nach Sanierung), abgerissen 2011 (zwischenzeitlich als Zeltplatz „Tent Station“ genutzt) |
| Stadtbad Moabit (Lage)                                    | Mitte                      | Moabit               | Hallenbad                 | 18                    | 1892    | 1985     |                                                           | |
| Kombibad Seestraße (Lage)                                 | Mitte                      | Wedding              | Kombibad                  | 50 m                  | 1980    | —        | BBB                                                       | |
| Strandbad Plötzensee (Lage)                               | Mitte                      | Wedding              | im Plötzensee             | im Plötzensee         | 1923    | —        | BBB: verpachtet                                           | |
| Blub (Lage)                                               | Neukölln                   | Britz                | Hallenbad                 | ?                     | 1985    | 2005     |                                                           | |
| Sportbad Britz (Lage)                                     | Neukölln                   | Britz, Kleiberweg    | Freibad                   | 50 m                  | 1959    | —        | SG Neukölln                                               | Seit Juli 2024 eingeschränkt öffentlich nutzbar (nur wochentags vormittag, variierende Zeiten), ansonsten dient es für Mitglieder und Sportler des Betreibervereins SG Neukölln sowie für Kindertagesstätten und Schulen. Das 20 m breite Schwimmbecken ist in 5 breite Schwimmbahnen abgeteilt, die gemäß Empfehlung für unterschiedliche Schwimmgeschwindigkeiten gedacht sind (Mottos: gemütlich, ordentlich oder sportlich). Die Wassertemperatur beträgt durchschnittlich 26 °C. Das Bad kann nicht mit Eintrittskarten der Berliner Bäder-Betriebe genutzt werden. |
| Kombibad Gropiusstadt (Lage)                              | Neukölln                   | Buckow               | Kombibad                  | 50 m                  | 1974    | —        | BBB                                                       | |
| Stadtbad Neukölln (Lage)                                  | Neukölln                   | Neukölln             | Hallenbad                 | 25 m                  | 1914    | —        | BBB                                                       | |
| Sommerbad Neukölln (Lage)                                 | Neukölln                   | Neukölln             | Freibad                   | 50 m                  | 1951    | —        | BBB                                                       | |
| Schwimmhalle Buch (Lage)                                  | Pankow                     | Buch                 | Hallenbad                 | 25 m                  | 1991    |          | BBB                                                       | |
| Schwimmhalle Pankow (Lage)                                | Pankow                     | Pankow               | Hallenbad                 | 25 m                  | 1975    | 2001     | BBB                                                       | Neubau in den 2020er Jahren geplant |
| Sommerbad (Freibad) Pankow (Lage)                         | Pankow                     | Pankow               | Freibad                   | 50 m                  | 1960    | —        |                                                           | Freibad Pankow 1995 |
| Stadtbad Oderberger Straße (Lage)                         | Pankow                     | Prenzlauer Berg      | Hallenbad                 | 20 m                  | 1902    | —        |                                                           | 1986 geschlossen, 2016 wiedereröffnet |
| Schwimmhalle Thomas-Mann-Straße (Lage)                    | Pankow                     | Prenzlauer Berg      | Hallenbad                 | 25 m                  | 1978    | —        | BBB                                                       | |
| Schwimmhalle Ernst-Thälmann-Park (Lage)                   | Pankow                     | Prenzlauer Berg      | Hallenbad                 | 25 m                  | 1986    | —        | BBB                                                       | |
| Europasportpark (SSE) (Lage)                              | Pankow                     | Prenzlauer Berg      | Hallenbad                 | 50 m                  | 1999    | —        | BBB                                                       | 50 m Becken und Sprungbecken für Vereinsbetrieb und Wettkämpfe; 50 m Becken, Lehrschwimmbecken, Planschbecken mehrheitlich für den öffentlichen Badebetrieb |
| Strandbad Weißensee (Lage)                                | Pankow                     | Weißensee            | im Weißen See             | im Weißen See         | 1912    | —        | BBB                                                       | Erste private Badeanstalt 1879 |
| Seebad Wilhelmsruh (Lage)                                 | Pankow                     | Wilhelmsruh          | im Wilhelmsruher See      | im Wilhelmsruher See  | 1900?   | 1954?    |                                                           | |
| Seebad Heiligensee (Lage)                                 | Reinickendorf              | Heiligensee          | im Heiligensee            | im Heiligensee        | 1920    | —        |                                                           | |
| Strandbad Lübars (Lage)                                   | Reinickendorf              | Lübars               | im Ziegeleisee            | im Ziegeleisee        | 1926    | 2018     | BBB: verpachtet                                           | |
| Stadtbad Märkisches Viertel (Lage)                        | Reinickendorf              | Märk. Viertel        | Hallenbad                 | 50 m                  | 1974    | —        | BBB                                                       | |
| Paracelsus-Bad (Lage)                                     | Reinickendorf              | Reinickendorf        | Hallenbad                 | 25 m                  | 1960    | —        | BBB                                                       | Reinickendorf Roedernallee Paracelsus-Bad |
| Seebad Reinickendorf                                      | Reinickendorf              | Reinickendorf        | im Schäfersee             | im Schäfersee         | um 1910 | —        |                                                           | |
| Strandbad Tegel (Lage)                                    | Reinickendorf              | Tegel                | im Tegeler See            | im Tegeler See        | 1920    | 2016     |                                                           | |
| Schwimmhalle der Luftwaffe (Lage)                         | Spandau                    | Gatow                | Hallenbad                 | ?                     | 1938    | 2010     | Bundeswehr                                                | |
| Stadtbad Spandau-Nord (Lage)                              | Spandau                    | Spandau              | Hallenbad                 | 27 m                  | 1911    | —        |                                                           | |
| Kombibad Spandau-Süd (Lage)                               | Spandau                    | Wilhelmstadt         | Kombibad                  | 50 m                  | 1974    | —        | BBB                                                       | |
| Sommerbad Staaken-West (Lage)                             | Spandau                    | Staaken              | Freibad                   | 25 m                  | 1980    | —        | BBB                                                       | |
| Schwimmbad im Sport Centrum Siemensstadt                  | Spandau                    | Siemensstadt         | Hallenbad                 | 25 m                  | 1984    | —        | SC Siemensstadt                                           | |
| Schwimmhalle Hüttenweg (Lage)                             | Steglitz-Zehlendorf        | Dahlem               | Hallenbad                 | 25 m                  | 1978    | —        |                                                           | |
| Stadtbad Lankwitz (Lage)                                  | Steglitz-Zehlendorf        | Lankwitz             | Hallenbad                 | 25 m                  | 1968    | —        | BBB                                                       | |
| Schwimmhalle Finckensteinallee (Lage)                     | Steglitz-Zehlendorf        | Lichterfelde         | Hallenbad                 | 50 m                  | 1938    | —        | BBB                                                       | |
| Sommerbad Lichterfelde (Spucki) (Lage)                    | Steglitz-Zehlendorf        | Lichterfelde         | Freibad                   | 50 m                  |         | —        | BBB                                                       | |
| Soolbad Lichterfelde (Lage)                               | Steglitz-Zehlendorf        | Lichterfelde         | Freibad                   |                       | 1891    | 1899     | Max Drake                                                 | |
| Strandbad Wannsee (Lage)                                  | Steglitz-Zehlendorf        | Nikolassee           | im Großen Wannsee         | im Großen Wannsee     | 1907    | —        | BBB                                                       | |
| Stadtbad Steglitz (Lage)                                  | Steglitz-Zehlendorf        | Steglitz             | Hallenbad                 | 21 m                  | 1908    | 2002     |                                                           | Zeitweilig anders genutzt, Wiedereröffnung als Schwimmbad geplant. |
| Sommerbad am Insulaner (Lage)                             | Steglitz-Zehlendorf        | Steglitz             | Freibad                   | 50 m                  | 1958    | —        | BBB                                                       | |
| Stadtbad Zehlendorf (Lage)                                | Steglitz-Zehlendorf        | Zehlendorf           | Hallenbad                 | 25 m                  | 1966    | 2002     |                                                           | Abgerissen, neu erbaut an gleicher Stelle als Teil eines Finess-Centers von Fitness First. |
| Kombibad Mariendorf (Lage)                                | Tempelhof-Schöneberg       | Mariendorf           | Kombibad                  | 50 m                  | 1975    | —        | BBB                                                       | Neubau in den 2020er Jahren geplant. |
| Sommerbad Mariendorf (Lage)                               | Tempelhof-Schöneberg       | Mariendorf           | Freibad                   | 50 m                  | 1955    | —        |                                                           | |
| Seebad Mariendorf (Lage)                                  | Tempelhof-Schöneberg       | Mariendorf           | Freibad                   | ?                     | 1876    | 1950     |                                                           | |
| Schwimmbad vom Guten Hirten (Lage)                        | Tempelhof-Schöneberg       | Marienfelde          | Hallenbad                 | 19                    | 1970    | 2014     |                                                           | |
| Fritz-Werner-Bad (Lage)                                   | Tempelhof-Schöneberg       | Marienfelde          | Freibad                   | 33 m                  | 1936    | 1985     | Fritz Werner AG                                           | |
| Stadtbad Schöneberg (Lage)                                | Tempelhof-Schöneberg       | Schöneberg           | Hallenbad                 | 25 m                  | 1930    | —        | BBB                                                       | ursprünglich 33 m, während der Sanierung in den 1990ern in 25 m + Lehrschwimmbecken aufgeteilt, wegen Sanierung 1989–1999, 2009–2013 und seit Januar 2024 geschlossen |
| Schwimmhalle im Sportzentrum Schöneberg (Lage)            | Tempelhof-Schöneberg       | Schöneberg           | Hallenbad                 | 50 m                  | 1967    | —        |                                                           | |
| Volksbad Dennewitzstraße (Lage)                           | Tempelhof-Schöneberg       | Schöneberg           | Hallenbad                 | ?                     | 1903    | 1938     | Stadt Berlin                                              | Beseitigt, Durchgangshaus erhalten |
| Stadtbad Tempelhof (Lage)                                 | Tempelhof-Schöneberg       | Tempelhof            | Hallenbad                 | 25 m                  | 1964    | —        | BBB                                                       | |
| Badeschiff (Lage)                                         | Treptow-Köpenick           | Alt-Treptow          | Badeschiff                | 30 m                  | 2004    | —        | Arena GmbH                                                | |
| Schwimmhalle Baumschulenweg (Lage)                        | Treptow-Köpenick           | Baumschulenweg       | Hallenbad                 | 25 m                  | 1980    | —        | BBB                                                       | |
| Strandbad Friedrichshagen (Lage)                          | Treptow-Köpenick           | Friedrichshagen      | im Müggelsee              | im Müggelsee          | 1898    | —        | BBB: verpachtet                                           | |
| Strandbad Grünau (Lage)                                   | Treptow-Köpenick           | Grünau               | im Langen See             | im Langen See         | 1908    | —        | BBB: verpachtet an Stadt.Land.Bad-GmbH                    | Das Freibad wurde bis 2020 schrittweise auf seinen Originalzustand zurückgebaut. Damit wurde es ein zeitgemäßes Waldbad mit Biergarten und Veranstaltungsareal. |
| Schwimmhalle Allendeviertel (Lage)                        | Treptow-Köpenick           | Köpenick             | Hallenbad                 | 25 m                  | 1979    | —        | BBB                                                       | |
| Strandbad Wendenschloss (Lage)                            | Treptow-Köpenick           | Köpenick             | im Langen See             | im Langen See         | 1915    | —        | BBB: verpachtet                                           | |
| Flussbad Gartenstraße (Lage)                              | Treptow-Köpenick           | Köpenick             | in der Dahme              | in der Dahme          | 1884    | 1991     |                                                           | |
| Freibad Oberspree (Lage)                                  | Treptow-Köpenick           | Niederschöneweide    | in der Spree              | in der Spree          | 1913    | 1995     |                                                           | |
| Kleine Schwimmhalle Wuhlheide (Lage)                      | Treptow-Köpenick           | Oberschöneweide      | Hallenbad                 | 12,5 m                | 1964    | —        | BBB                                                       | |
| Schwimmhalle im FEZ Wuhlheide (Lage)                      | Treptow-Köpenick           | Oberschöneweide      | Hallenbad                 | 50 m                  | 1979    | —        |                                                           | |
| Badesee Wuhlheide (Lage)                                  | Treptow-Köpenick           | Oberschöneweide      | Freibad                   |                       | 1951    | —        |                                                           | |
| Sommerbad Wuhlheide (Lage)                                | Treptow-Köpenick           | Oberschöneweide      | Freibad                   | 25 m                  | 1993    | —        | BBB                                                       | |
| Flussbad Wilhelmstrand (Lage)                             | Treptow-Köpenick           | Oberschöneweide      | in der Spree              | in der Spree          | um 1925 | 1963     |                                                           | Zunächst „Planschfläche am Wilhelmstrand“, ab 1927 „Freibad Wilhelmstrand“. |
| Strandbad Müggelsee (Lage)                                | Treptow-Köpenick           | Rahnsdorf            | im Müggelsee              | im Müggelsee          | 1912    | —        |                                                           | |